# Marius Marin
Marius Marin, né le 30 août 1998 à Timișoara, est un footballeur international roumain qui évolue au poste de milieu de terrain au Pisa SC.

## Biographie

### Carrière en club
Passé au cours de sa formation par différents clubs de sa ville natale Timișoara, Marin arrive en Italie en août 2016, signant un contrat de quatre ans avec le club de Serie A de Sassuolo.
Après une saison 2017-18 en prêt à Catanzaro puis une autre à Pise — obtenant avec le club la promotion en Serie B — le 31 juillet 2019, Marin rejoint ces derniers de manière permanente.
Le 28 août 2022, Marin fait sa 100e apparition en Serie B et porte également le brassard de capitaine lors d'une défaite 0-1 contre Gênes. En octobre 2023, il dispute son 185e match pour Pise, devenant ainsi le joueur étranger avec le plus d'apparitions toutes compétitions confondues pour le club.

### Carrière en sélection
Marius Marin est international espoirs avec la Roumanie depuis 2019. Il joue son premier match avec les espoirs le 10 octobre 2019, contre l'Ukraine, lors des éliminatoires de l'Euro espoirs 2021. Il s'illustre négativement dès son entrée en jeu, en recevant un carton rouge. Le sélectionneur de l'équipe espoirs, Adrian Mutu, appele Marin pour le tournoi final, et il est capitaine de l'équipe lors des deux premiers matchs de groupe avant de rater le dernier en raison d'une suspension. La Roumanie termine troisième avec le même nombre de points que les Pays-Bas et l'Allemagne.
Marin est ensuite appelé dans l'équipe pour les Jeux olympiques d'été de 2020, où il continue à servir de capitaine et dispute les trois matches de la phase de groupes.
Marin fait ses débuts pour la Roumanie seniors le 5 septembre 2021, remplaçant à la 63e minute Darius Olaru lors d'une victoire 2-0 en qualifications pour la Coupe du monde contre le Liechtenstein. Il participe à sept matchs des éliminatoires de l'Euro 2024.
Il est retenu dans la liste des 26 joueurs roumains du sélectionneur Edward Iordănescu pour participer à l'Euro 2024.